# Alan Oppenheimer
Alan Louis Oppenheimer, född 23 april 1930 i New York i New York, är en amerikansk röstskådespelare.

## Filmografi
- 1981 – Blackstar - Overlord
- 1981-90 – Smurfarna - Kokettsmurfen
- 1983-84 – He-Man and the Masters of the Universe - Skeletor, Man-At-Arms, Mer-Man, Cringer/Battle cat
- 1986 - Filmation's Ghostbusters - Prime Evil
- 1990 – Teenage Mutant Ninja Turtles - J. Gordon Hungerdunger[1]
- 1991 – James Bond Junior - The Chameleon

### Fotnoter
1. ↑  ”Technodrome”. http://www.thetechnodrome.com/voices.shtml. Läst 26 februari 2012.